# Hazeliusporten

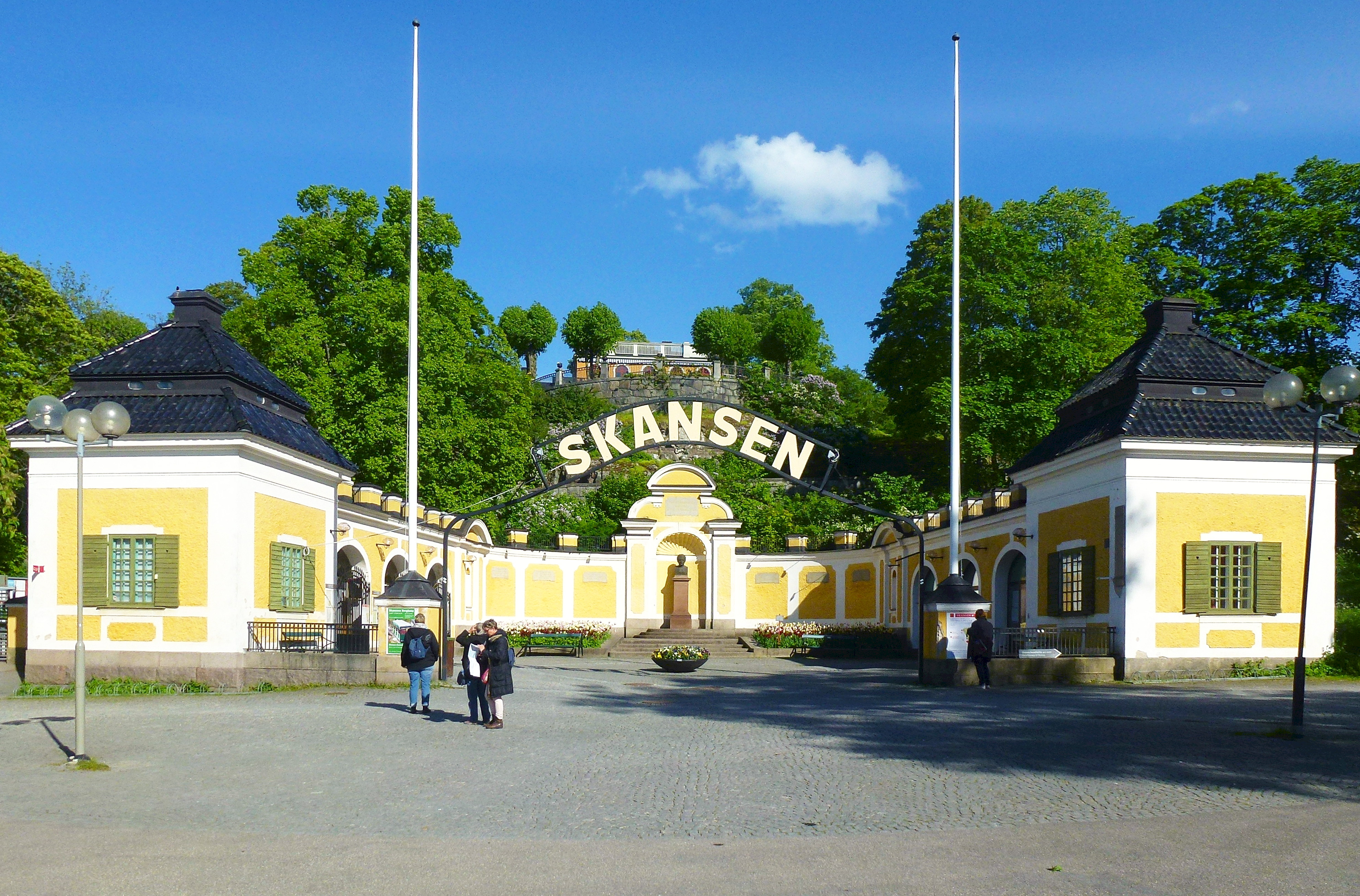
Hazeliusporten

Hazeliusporten är en av ingångarna till Skansen. Den är en gul, hästskoformad byggnad, som ligger på Djurgården i Stockholm, vid Skansenbergets fot. Porten är uppkallad efter Skansens grundare Arthur Hazelius. Den stod färdig 1907 och ritades av Gustaf Améen. Här finns även Skansens bergbana.
Vid porten låg tidigare en hållplats för buss samt Djurgårdslinjen, men i samband med banans ombyggnad under första halvåret 2010 lades hållplatsen ned. 